# Ordine militare del Leone Bianco
L'Ordine militare del Leone Bianco o Ordine del Leone Bianco per la vittoria è stato un Ordine cavalleresco della Cecoslovacchia.

## Storia
L'Ordine è stato fondato il 9 febbraio 1945 per premiare meriti militari e atti di coraggio e di leadership.

## Classi
L'Ordine dispone delle seguenti classi di benemerenza:
- Stella d'Oro
- Stella d'Argento
- Croce
- Medaglia d'Oro
- Medaglia d'Argento

| Nastri             |                |       |                  |              |
| Medaglia d'Argento | Medaglia d'Oro | Croce | Stella d'Argento | Stella d'Oro |

## Insegne
- Il nastro è rosso con una striscia bianca per parte.